# دل أندرسون
دل أندرسون (بالإنجليزية: Del Anderson)‏ هو مدير فني أمريكي، ولد في 20 أغسطس 1911، وتوفي في 23 يونيو 1989.